# おかしや?さんま!
『おかしや?さんま!』は、2003年4月2日から9月24日まで一部TBS系列局で放送されたTBS製作のバラエティ番組。放送時間は毎週水曜23:55 - 翌0:30 (JST) 、『Pooh!』水曜第1部の番組として放送。

## 概要
「明石家さんまの魅力を解明する」という触れ込みの下、その他の出演者たちが彼をテーマにした様々な実験企画を行っていた深夜番組である。触れ込みはこのような仰々しいものだったが、実際にはさんまが自身と親交のあるタレントを招いて行うトークをメインに、サブで彼をテーマにした企画をいくつか実施するというものだった。
実施していた主な企画に、TBSアナウンサーの久保田智子がさんまの近辺で起こった出来事を紹介する「おかしやニュース」や、千原兄弟がさんまの彼女候補を探して全国を訪ね歩く「さんまの彼女探し」などがあった。後者は合コンへと発展した。番組のラストではその検証結果が毎回発表され、専門医による診断書がさんま本人に発行された。
この番組がスタートするきっかけは、同じくさんまを起用しているTBSのゴールデンタイム番組『さんまのSUPERからくりTV』の放送事情にあった。TBSはゴールデンタイムにスポーツ中継を編成することが多く、『SUPERからくりTV』はたびたび放送休止に追いやられていた。そのことに対する配慮から同局でこの番組がスタートし、また、そういった理由から元から半年間限りの番組ということになっていた（水曜版の第1部は基本的に半年限定という形で設定されていた）。
また、千原兄弟の存在も番組がスタートするきっかけの1つにあった。バイク事故で一時期入院していた弟の千原ジュニアは、退院後『さんまのまんま』にゲスト出演した。その時にさんまから「退院祝い、何がええ？」と聞かれたジュニアは、「レギュラーください」と冗談のつもりで答えたが、後日、実際にこの番組へのレギュラー出演が決まった。さんまはそれまでTBSからの深夜番組出演の依頼を長年断わり続けていたが、千原兄弟にレギュラーを与えるためだけに深夜番組出演の依頼を承諾した。TBSのスタッフは千原兄弟に感謝したという。のちに千原ジュニアが「さんまのまんま」に1人で出演した際にその事を話したが、さんまはレギュラーを与えるためだけであったことは否定し「お前ら（千原兄弟）が力があったから使いたかっただけ」と話した。それでもジュニアは感謝していたが「退院祝いを俺がもらうならわかるが、何故せいじがついてきたんや！」と不満を漏らした。

## 出演者
- 明石家さんま
- 山咲トオル
- 千原靖史（千原兄弟）
- 千原ジュニア（千原兄弟）
- 木村郁美（TBSアナウンサー）
- 久保田智子（TBSアナウンサー）：VTR出演。

## スタッフ
- 構成：福地邦夫、鈴木雅貴、POCHI田中
- TD：鳥井隆
- AP：さとう甲三
- デスク：大澤麻子
- ディレクター：遠藤宗一、西本武
- 演出：伊藤嘉教
- プロデューサー：近藤誠
- チーフプロデューサー：園田憲
- 協力：日音、千代田ビデオ
- 制作：TBSエンタテインメント（現在：TBSテレビ）
- 製作著作：TBS

## エピソード
- 桂三枝（現在：6代目桂文枝）と西川きよしがゲストで訪れた回では、かつて同系列局で放送されていた毎日放送の番組『ヤングおー!おー!』に関する裏話が出た。
- 所ジョージがゲストの回では、所が当時出演していた日本テレビの番組『所さんの日本ジツワ銀行』についての話をし、さんまが『ジツワ銀行』に太鼓判を押したこともあった。その一方で、ゴールデンタイムに放送されるスポーツ中継について批判していた。